# Begonia nana
Espèce
Synonymes
- Begonia warpurii Hemsl.[1]

Begonia nana est une espèce de plantes de la famille des Begoniaceae.
L'espèce fait partie de la section Erminea.
Elle a été décrite en 1788 par Charles Louis L'Héritier de Brutelle (1746-1800).

## Répartition géographique
Cette espèce est originaire du pays suivant : Madagascar.